# Trichonitocris tibialis
Trichonitocris tibialis är en skalbaggsart som beskrevs av Stefan von Breuning 1961. Trichonitocris tibialis ingår i släktet Trichonitocris och familjen långhorningar. Inga underarter finns listade i Catalogue of Life.